# Look at Me (film uit 2022)
Look At Me is een documentairefilm uit 2022, geregisseerd door Sabaah Folayan. Het richt zich op het leven en de dood van de rapper en zanger XXXTentacion. De titel van de film is vernoemd naar zijn doorbraaksingle 'Look at Me!'. De film ging op 15 maart 2022 in première op het South by Southwest Film Festival en werd op 26 mei 2022 uitgebracht op Hulu.
De film werd voor het eerst aangekondigd op 18 juni 2019, de eenjarige verjaardag van de moord op XXXTentacion. De film begon rond april 2017 met de productie.
De documentaire bevat beelden van X's laatste jaren, en bevat optredens van talloze vrienden en familie van hem, waaronder zijn moeder Cleopatra Bernard, vriendin Jenesis Sanchez, ex-vriendin Geneva Ayala, en beste vriend en collega-rapper Ski Mask the Slump God. Het bevat ook interviews met rappers van XXXTentacion's hip hop collectief, Members Only, zoals Bass Santana, Cooliecut, en Kid Trunks. De documentaire kreeg veel bijval van critici en fans na de release.
Op 23 mei 2022 werd door XXXTentacion's nalatenschap op zijn Instagram account aangekondigd dat een nieuw album, getiteld Look at Me: The Album naast de documentaire zou worden uitgebracht.

## Synopsis
De film geeft een overzicht van zowel gunstige als controversiële aspecten van X's leven en nalatenschap.
De film bevat voor het eerst interviews van X's ex-vriendin, Geneva Ayala, die hem in 2016 had beschuldigd van huiselijk geweld. X was op het moment van zijn dood in afwachting van een proces voor aanklachten die voortvloeiden uit de beschuldigingen van Ayala, die voor het eerst in de documentaire onthult dat ze in de eerste plaats niet wilde dat X naar de gevangenis zou gaan, zeggende dat ze "zich er niet van bewust was dat het allemaal zo op hem zou afbrokkelen." De film bevat een ontmoeting met de moeder van X, Cleopatra Bernard, en Ayala, waarin Bernard zegt dat ze Ayala's beschuldigingen gelooft, met de opmerking: "Jahseh was fout voor wat hij deed. Er is geen excuus voor, punt uit. Maar ik wil gewoon dat de wereld weet dat hij niet meer dezelfde persoon was, maar het verleden is nog steeds een deel van zijn verhaal." Bernard verklaart dat ze gelooft dat X uiteindelijk publiekelijk zijn excuses zou hebben aangeboden aan Ayala, maar dat, "Hij gewoon nooit de kans heeft gehad." Ayala merkte op dat "er eindelijk een gewicht was weggenomen door te weten dat [X's] familie geen wrok tegen haar koestert." In een reactie op de film zei regisseur Sabaah Folayan: "We hadden het gevoel dat nu we Jahseh zo snel hadden verloren, het beste wat we konden doen was een manier vinden om de lessen uit zijn leven te trekken en te proberen zijn missie voort te zetten."

## Cast
Alle sterren als zichzelf. Relatie tot XXXTentacion vermeld na elke casting.
- XXXTentacion (archiefbeelden)
- Geneva Ayala, ex-vriendin
- Bass Santana, vriend en medewerker
- Cleopatra Bernard, moeder
- Cooliecut, vriend en medewerker
- John Cunningham, producer
- Kid Trunks, vriend en medewerker
- Jenesis Sanchez, vriendin en moeder van zijn zoon
- Ski Mask the Slump God, beste vriend en medewerker
- Solomon Sobande, manager